# Surré
Surré (Luxemburgs: Sir, Duits: Syr) is een plaats in de gemeente Boulaide en het kanton Wiltz in Luxemburg.
Surré telt 180 inwoners. Bij Surré ontspringt  de Syrbach, een zijriviertje van de Sûre.

## Geschiedenis
Op het eind van het ancien régime werd Surré een gemeente. In 1823 werden bij een grote gemeentelijke herindeling in Luxemburg veel kleine gemeenten samengevoegd en Surré werd bij Boulaide gevoegd.